# Податные сословия
Податны́е сосло́вия (также податные состояния) — в России XV — первой половины XIX веков группы населения (крестьяне и мещане или «чёрные градские люди» (наследственное податное сословие)), платившие подушную подать, подвергавшиеся телесным наказаниям, выполнявшие рекрутскую и другие натуральные повинности.
В Толковом словаре живого великорусского языка Владимира Даля написано что Податно́е сословие, мещане и крестьяне всех видов, а По́дать ж. по́дань ниж. казённые налоги вообще; дани и сборы; собств. подушное и поземельные, оброк, и Сосло́вие люди общего им занятия, одних прав; звание, состояние, разряд, каста. . Сословия, не подлежавшие подушной подати, назывались неподатными. Податные сословия были ограничены в свободе передвижения. Юридическая неравноправность податного сословия в основном была ликвидирована во второй половине XIX века. Паспорт для людей податного сословия — Плака́т (Годовой плакатный паспорт).

## История
В допетровские времена группы населения платящие подать, назывались «тяглыми» (например, тяглые крестьяне) или «чёрными» (например, жители чёрных слобод или крестьяне на чёрных землях). Для освобождённых от государственной подати использовался эпитет «белые» (например, белые слободы).
Всё население было разделено на податное и неподатное при Петре I. Термин «чёрные» остался в употреблении для обозначения всех податных сословий.
После отмены подушной подати термин не был исключён из Свода законов Российской империи, так как с разделением всех подданных империи на лиц податного и неподатного состояния были связаны другие различия в правах. Так, лица неподатного состояния пользовались свободой передвижения и получали бессрочные паспорта для проживания на всей территории империи; а лица податного состояния (крестьяне, мещане, посадские, ремесленники (сословие) и цеховые) могли получать лишь срочные паспорта. Лица податного состояния подлежали дисциплинарной власти сословных обществ, которые могли порочных своих членов предоставлять в распоряжение правительства, что приводило к ссылке в Сибирь. Проживая в селениях, лица податного состояния подлежали административной власти земских начальников. Лица податного состояния могли быть подвергнуты телесному наказанию, в то время как для лиц, не подлежащих телесным наказаниям по правам состояния, арестантские отделения заменялись ссылкой. Только на лиц податного состояния распространялась личная повинность принудительных работ в интересах общества в некоторых чрезвычайных случаях (при лесных пожарах, в случае аварии или снежного заноса на железной дороге) и другие натуральные повинности.

## Податные сословия
К податным сословиям принадлежала вся масса сельских обывателей, под разными наименованиями, а также, до 1863 года, мещане, цеховые и рабочие в городах. Они подлежали внесению в ревизию. При производстве ревизии в ревизские сказки вносились все лица податного состояния мужского пола. Этим фактом внесения в ревизию они уже были «положены в оклад», как выражался устав о податях. «Положение в оклад» могло происходить и в промежуток между двумя ревизиями и совершалось или по собственному желанию, или по закону. По собственному желанию причислялись к податному состоянию лица, которым предоставлялось право поступать на службу или избрать род жизни (дети чиновников, духовенства и тому подобные). По закону причислялись:
- пропущенные по ревизии и возвратившиеся из бегов;
- лица, которым была предоставлена льгота, по истечении этой льготы;
- лица, возвращавшиеся в податное состояние (например, монахи, оставившие свой сан).

По статье 417 устава о податях незаконнорождённые, несмотря на звание матери, а также подкидыши и не помнящие родства до совершеннолетия, причислялись, для одного лишь счёта, к податному состоянию без согласия обществ. Остальные лица могли быть причислены только с согласия обществ, потому что последние были связаны круговой порукой в уплате подушной подати.

## Неподатные сословия
Свободны от податей были:
- потомственные и личные дворяне, в том числе мурзы и татарские князья. Освобождение их мотивировалось их обязательной службой, но при отмене её в 1762 году свобода от податей была сохранена и подтверждена жалованной грамотой дворянству в 1785 году;
- духовенство, причём освобождение распространялось только на лиц, занимавших штатные места, и на их детей; остальные должны были поступить на службу или записаться в подушный оклад. Производились так называемые «разборы духовенства» с целью выделить из духовного звания лиц, подлежавших подушной подати; последний из таких разборов был при Николае I. Освобождено было не только православное духовенство, но и духовенство других христианских исповеданий;
- лица, состоявшие на государственной службе, в том числе казаки и состоявшие на казачьей службе (башкиры, калмыки и буряты)
- придворные служители;
- медики;
- маклеры;
- лица, получившие учёные степени;
- обельные вотчинники в Олонецкой губернии;
- коробовские белопашцы в Костромской губернии;
- купцы (с 1775 года подушная подать для них была заменена сбором с объявленных капиталов);
- почётные граждане.

По десятой ревизии, всего освобождено от платежа подати было 3 072 328 человека, или около 10,5 % от общего числа жителей Европейской России.